# Fest-Polonaise
Die Fest-Polonaise ist eine Komposition von Johann Strauss Sohn (op. 352). Sie wurde am 15. September 1871 im  Wiener Volksgarten unter der Leitung von Eduard Strauß erstmals aufgeführt. 

## Einzelnachweis
1. ↑  Quelle: Englische Version des Booklets (Seite 52) in der 52 CDs umfassenden Gesamtausgabe der Orchesterwerke von Johann Strauß (Sohn), Hrsg. Naxos (Label). Das Werk ist als neunter Titel auf der 17. CD zu hören.